# 반도체 제조
반도체 제조 또는 반도체 장치 제조는 일상적인 전기 및 전자 장치에 존재하는 컴퓨터 프로세서, 마이크로 컨트롤러, 메모리 칩(예: NAND 플래시 및 DRAM)과 같은 반도체 소자, 일반적으로 집적 회로(IC)를 제조하는 데 사용되는 공정이다. 이는 일반적으로 순수한 단결정 반도체로 만들어진 웨이퍼에 전자 회로가 점진적으로 생성되는 다단계 포토리소그래피 및 물리화학적 프로세스(열 산화, 박막 증착, 이온 주입, 에칭 등의 단계 포함)이다. 재료. 실리콘은 거의 항상 사용되지만 특수한 용도로 다양한 화합물 반도체가 사용된다.
제조 공정은 파운드리 또는 "팹"(fab)이라고도 불리는 고도로 전문화된 반도체 제조 공장에서 수행되며 중앙 부분은 "클린룸"이다. 최신 14/10/7nm 노드와 같은 고급 반도체 장치에서는 제조에 최대 15주가 소요될 수 있으며, 업계 평균은 11~13주이다. 첨단 제조 시설에서의 생산은 완전히 자동화되어 밀봉된 질소 환경에서 수행되어 수율(웨이퍼에서 올바르게 작동하는 마이크로칩의 비율)을 향상시키며, 자동화된 자재 처리 시스템은 기계에서 기계로 웨이퍼의 운송을 관리한다. 웨이퍼는 특수 밀봉된 플라스틱 상자인 FOUP 내부로 운송된다. 모든 기계 및 FOUP에는 내부 질소 대기가 포함되어 있다. 가공장비 및 FOUP 내부는 클린룸 내 주변 공기보다 깨끗하게 유지된다. 이러한 내부 분위기를 미니 환경이라고 한다. 제조 공장에서는 지속적으로 질소로 퍼지되는 생산 기계 및 FOUP 내부의 대기를 유지하기 위해 다량의 액체 질소가 필요하다.

## 같이 보기
- MOSFET
- CMOS
- 핀펫
- 반도체 산업
- 에치 피트 밀도